# Крымнаш
«Крымнаш» — неологизм русского языка, возникший весной 2014 года в контексте общественно-политической дискуссии вокруг аннексии Крыма Россией. В том же году слово «крымнаш» было выбрано победителем в рамках акции «Слово года».

## Лексико-морфологическая характеристика

### Словообразование и этимология
С точки зрения словообразования неологизм «крымнаш» представляется редким явлением, которое не типично для русского языка. Будучи образованным путём синтаксического словосложения от лозунга (предложения) «Крым наш!», он схож с имплицитными дериватами, возникшими при конверсии словосочетаний и предложений в других языках (ср. нем. Vergissmeinnicht — «незабудка» от побудительного предложения Vergiss mein nicht (букв. «не забудь меня»)).
Подобный феномен словообразования обусловлен прежде всего этимологией данной лексемы. Слитное написание лозунга «Крым наш!» связано со спецификой функционирования системы хештегов, которая используется социальными сетями (например, Facebook, ВКонтакте, Twitter и др.), а также прочими интернет-ресурсами. Таким образом, хештег #крымнаш (варианты #КрымНаш, #Крымнаш), сопровождающий сообщения пользователей вышеуказанных сайтов, стал прочно ассоциироваться с темой аннексии Крыма и актуальными высказываниями в отношении неё.
Популярность как хештега, так и неологизма породила волну окказионализмов, образованных по схожей модели: крымнаш, сириянаша, алясканаша и др.
В интервью журналу «Сноб» российский лингвист Михаил Эпштейн высказал следующее мнение:

«Крымнаш» — в силу слитного написания — это не столько прямой лозунг или возглас, сколько воспроизведение клише, каким оно сложилось в стиле твиттера или текстового месседжа. (Кстати, заметна свежая тенденция превращения «наш» в суффиксоид: «Парижнаш», «космоснаш»).
— 

### Морфология
Ввиду отсутствия фиксации неологизма «крымнаш» в каких-либо лексикографических источниках те или иные замечания по поводу морфологической характеристики данного слова могут быть сделаны лишь на основе обзора употребления лексемы в различных текстах.
Таким образом, можно определить, что «крымнаш» является существительным мужского рода единственного числа (singularia tantum) второго склонения.

### Значение
Вопрос о семантике слова «крымнаш» на данный момент остаётся дискуссионным также по причине отсутствия лексикографической фиксации. В общих чертах денотативное значение данной лексемы можно выразить как «ситуация, возникшая после аннексии Крыма Россией и положительно оцениваемая со стороны тех или иных субъектов общественно-политического дискурса». Однако первичным в данном случае является коннотативное значение, обладающее определённой полярностью в оценочности — от крайне положительной до резко отрицательной.
Логичным образом положительная оценочность данному слову придается в высказываниях сторонников основной политической линии российских органов власти. Данные опроса, проведенного 13—16 ноября 2015 года Левада-Центром, свидетельствуют о том, что 52 % россиян воспринимают слово «крымнаш» как «символ торжества и гордости в связи с тем, что Крым вернулся в состав России», 16 % — как «символ возрождения России», а 9 % — как «символ победы над украинскими националистами».
Негативную коннотацию «крымнаш» приобрел в текстах и высказываниях российской оппозиции, многих украинских СМИ и пользователей интернета. Также согласно приведенному выше опросу, 5 % россиян считают его «политическим лозунгом», а 7 % — вовсе «лишенным смысла словом». Встречается употребление «крымнаш» в падежах, отличных от именительного, чаще всего относится к данному типу коннотации (например, Новости Крымнаша (название заблокированного в России интернет-блога), Журналист о «Крымнаше», Сбербанк объяснил проблемы банковского сектора «крымнашем» и т. д.). Подобная тенденция наблюдается и в производных словах, являющихся пейоративами:
- Крымнашевский (например, крымнашевские заявления, крымнашевский патриотизм, крымнашевские настроения);
- Крымнашевец;
- Крымнашист (по аналогии с Нашист);
- Крымнашистский.

## Сатира
Исследователь колониализма Мадина Тлостанова описывает Россию как «подчиненную империю», «ощущающую себя как колонию в присутствии Запада». Это выражается в двойственном стремлении подражать Западу и одновременно в отвержении всего западного. «Подчиненная империя» оправдывает свою аннексию Крыма антиимпериалистической риторикой, для подчиненной империи захват Крыма — способ освободиться от доминирования Запада. Такой двойной подход и внутренние противоречия вызвали появление сатирических мемов, доводивших официальную государственную риторику до абсурда. Патриотический лозунг «Крым наш» стал политическим юмором. Мемы сопоставляют патриотический подъем от захвата Крыма с мрачной плачевной российской реальностью, где «Крымнаш» соседствует с растущими в связи с западными санкциями ценами на продукты и с разбитой и болотистой российской улицей.